# El asadito
El asadito es una película argentina de comedia dramática de 2000 escrita y dirigida por Gustavo Postiglione. Realizada íntegramente en Rosario, es una de las películas más emblemáticas de la ciudad. Para el director, el film fue su bisagra en el cine nacional, logrando reconocimientos, premios y gran respaldo de la crítica y el medio.
El asadito fue filmada en 1999 en poco más de veinticuatro horas, con muy poco presupuesto, en 16mm, y fotografiada en blanco y negro. Es la primera parte de una saga que integran también El cumple y La peli.

## Sinopsis
El 30 de diciembre de 1999, un grupo de amigos se reúne a comer un asado. El encuentro se realiza en la terraza de la casa de Tito, el anfitrión. El festejo se prolonga hasta las primeras horas del 31, entre charlas sobre mujeres, autos, fútbol, política, cine y recuerdos en común; haciéndose también presentes rencores ocultos y traiciones que salen a la luz.

## Nominaciones
- 49.º Cóndor de Plata: Mejor fotografía, Fernando Zago.
- 49.º Cóndor de Plata: Mejor montaje, Gustavo Postiglione.[2]